# Gran dodecicosidodecaedro romo
En geometría, el gran dodecicosidodecaedro romo (o gran dodequicosidodecaedro romo) es un poliedro uniforme estrellado, indexado como U64. Tiene 104 caras (80 triángulos y 24 pentagramas), 180 aristas y 60 vértices. Su diagrama de Coxeter-Dynkin es . Tiene la característica inusual de que sus 24 caras en forma de pentagrama se encuentran formando 12 pares coplanarios.

## Poliedros relacionados
Comparte sus vértices y aristas, así como 20 de sus caras triangulares y todas sus caras pentagrámicas, con el gran dirrombicosidodecaedro, (aunque este último tiene 60 aristas no contenidas en el gran dodecicosidodecaedro romo). Comparte sus otras 60 caras triangulares (y nuevamente sus caras pentagrámicas) con el gran dirrombidodecaedro birromo.
Las aristas y las caras triangulares también aparecen en el compuesto de veinte octaedros. Además, 20 de las caras triangulares se presentan en un enantiómero del compuesto de veinte tetrahemihexahedros, y las otras 60 caras triangulares forman parte del otro enantiómero.
| Envolvente convexa              | Gran dodecicosidodecaedro romo | Gran dirrombicosidodecaedro             |
| Gran dirrombidodecaedro birromo | Compuesto de veinte octaedros  | Compuesto de veinte tetrahemihexahedros |

## Galería
| Relleno tradicional | Relleno módulo-2 |